# Associação de Municípios do Vale do Ave
Associação de Municípios do Vale do Ave é uma associação, fundada a 18 de Fevereiro de 1991, entre municípios da sub-região do Vale do Ave, entre eles Fafe, Guimarães, Póvoa de Lanhoso, Póvoa de Varzim, Santo Tirso, Trofa, Vieira do Minho, Vila do Conde, Vila Nova de Famalicão e Vizela. Esta serve uma área de cerca de 1280 km² e cerca de 500 mil habitantes. Pretende o desenvolvimento da sub-região do Vale do Ave, na sua organização territorial, na habitação, e nos serviços (água, saneamento e transportes).